# ديمقراطية خلوية
كما طورها الاقتصادي السياسي الجيوليبرتاري فريد فولفاري، الديمقراطية الخلوية هي نموذج للديمقراطية على أساس هيكل من أسفل إلى أعلى متعددة المستويات على أساس إما دوائر الحكومية لحي صغير أو المجتمعات التعاقدية.